# Jeepers Creepers (chanson)
Pour les articles homonymes, voir Jeepers Creepers.
Jeepers Creepers est une chanson de jazz écrite en 1938 par Johnny Mercer, composée par Harry Warren et interprétée pour la première fois par Louis Armstrong pour le film Le Cavalier errant (Going Places) de Ray Enright. Elle est devenue un standard, repris par de nombreux artistes.
Jeepers Creepers, film d'horreur réalisé par Victor Salva en 2001, tire son titre de la chanson : quand les personnages entendent la chanson, ils savent qu'ils sont menacés.

## Versions notables
- Django Reinhardt et Stéphane Grappelli avec le quintette du Hot club de France, 1939
- Frank Sinatra sur Swing Easy! (en), 1954
- Dave Brubeck sur Brubeck Time, 1955
- Jutta Hipp sur Jutta Hipp at the Hickory House, 1956
- Tony Bennett sur Strike Up the Band, 1959
- The Puppini Sisters sur Betcha Bottom Dollar, 2006